# Zhongyun (sockenhuvudort i Kina, Jiangsu Sheng, lat 34,65, long 119,41)
Zhongyun är en sockenhuvudort i Kina. Den ligger i provinsen Jiangsu, i den östra delen av landet, omkring 290 kilometer norr om provinshuvudstaden Nanjing. Antalet invånare är 35 772. Befolkningen består av 17 172 kvinnor och 18 600 män. Barn under 15 år utgör 14,0 %, vuxna 15-64 år 79 %, och äldre över 65 år 6,0 %.
Runt Zhongyun är det tätbefolkat, med 613 invånare per kvadratkilometer. Zhongyun är det största samhället i trakten. Trakten runt Zhongyun består till största delen av jordbruksmark.
Genomsnittlig årsnederbörd är 1 098 millimeter. Den regnigaste månaden är juli, med i genomsnitt 341 mm nederbörd, och den torraste är januari, med 10 mm nederbörd.